# NGC 5773
NGC 5773 este o liner situată în constelația Boarul. A fost descoperită în 16 mai 1784 de către William Herschel. Se află la o distanță de 102,13 megaparseci de Pământ.